# Jeffrey Nape
Jeffrey Nape (ur. 1964, zm. 8 czerwca 2016) – papuański polityk, przewodniczący Parlamentu Narodowego od 2004, pełniący obowiązki gubernatora generalnego od maja do czerwca 2004 oraz ponownie od 13 do 20 grudnia 2010.

## Życiorys
Jeffrey Nape 28 maja 2004 został wybrany przewodniczącym Parlamentu Narodowego, zastępując Billa Skate’a. Z racji sprawowanej funkcji objął również obowiązki gubernatora generalnego, którego urząd pozostawał opróżniony. Obowiązki te wykonywał do 29 czerwca 2004, kiedy na stanowisku gubernatora generalnego zaprzysiężony został Paulias Matane.
Po wyborach parlamentarnych w 2007 został 13 sierpnia 2007 powtórnie wybrany przewodniczącym parlamentu, pokonując kandydata opozycji Barta Philemona stosunkiem głosów 86 do 22.
13 grudnia 2010 ponownie objął obowiązki gubernatora generalnego po tym, jak Sąd Najwyższy uznał reelekcję Pauliasa Matane na urząd gubernatora generalnego z czerwca 2010 za niekonstytucyjną i nieważną z powodu niespełnienia wymogu tajności głosowania. Funkcję tę miał sprawować do czasu wyboru nowego gubernatora generalnego przez parlament w ciągu 40 dni. Jednakże 20 grudnia 2010 obowiązki gubernatora generalnego przejął od niego minister szkolnictwa wyższego, Michael Ogio, który w styczniu 2011 został wybrany przez Parlament Narodowy nowym gubernatorem generalnym Papui-Nowej Gwinei.